# Tireurs d'élite du Sud de l'Armagh
 (juin 2023).
La mise en forme du texte ne suit pas les recommandations de Wikipédia : il faut le « wikifier ».
Les points d'amélioration suivants sont les cas les plus fréquents. Le détail des points à revoir est peut-être précisé sur la page de discussion.
- Les titres sont pré-formatés par le logiciel. Ils ne sont ni en capitales, ni en gras.
- Le texte ne doit pas être écrit en capitales (les noms de famille non plus), ni en gras, ni en italique, ni en « petit »…
- Le gras n'est utilisé que pour surligner le titre de l'article dans l'introduction, une seule fois.
- L'italique est rarement utilisé : mots en langue étrangère, titres d'œuvres, noms de bateaux, etc.
- Les citations ne sont pas en italique mais en corps de texte normal. Elles sont entourées par des guillemets français : « et ».
- Les listes à puces sont à éviter, des paragraphes rédigés étant largement préférés. Les tableaux sont à réserver à la présentation de données structurées (résultats, etc.).
- Les appels de note de bas de page (petits chiffres en exposant, introduits par l'outil «  Source ») sont à placer entre la fin de phrase et le point final[comme ça].
- Les liens internes (vers d'autres articles de Wikipédia) sont à choisir avec parcimonie. Créez des liens vers des articles approfondissant le sujet. Les termes génériques sans rapport avec le sujet sont à éviter, ainsi que les répétitions de liens vers un même terme.
- Les liens externes sont à placer uniquement dans une section « Liens externes », à la fin de l'article. Ces liens sont à choisir avec parcimonie suivant les règles définies. Si un lien sert de source à l'article, son insertion dans le texte est à faire par les notes de bas de page.
- La présentation des références doit suivre les conventions bibliographiques. Il est recommandé d'utiliser les modèles {{Ouvrage}}, {{Chapitre}}, {{Article}}, {{Lien web}} et/ou {{Bibliographie}}. Le mode d'édition visuel peut mettre en forme automatiquement les références.
- Insérer une infobox (cadre d'informations à droite) n'est pas obligatoire pour parachever la mise en page.

Pour une aide détaillée, merci de consulter Aide:Wikification.
Si vous pensez que ces points ont été résolus, vous pouvez retirer ce bandeau et améliorer la mise en forme d'un autre article.
 (juin 2023).
South Armagh Snipers (soit Tireurs d'élite du Sud de l'Armagh) est le nom générique des membres de la brigade de l'IRA du Sud de l'Armagh qui a mené une campagne contre les forces britanniques de 1990 à 1997 lors du conflit nord-irlandais. Cette campagne s'est caractérisée par la réalisation de tirs à longue distance avec parfois l'emploi de fusils en calibre .50 BMG lors de certaines attaques. 

## Origines du projet
L'idée d’employer des tirs à longues distances est souvent attribuée à l'un des premiers dirigeants de l'IRA provisoire, Seán Mac Stíofáin, qui dans son livre Memoirs of a Revolutionary exposait l'intérêt du concept one shot, one kill pour affronter et user les forces britanniques déployées en Irlande du Nord. Stíofáin s'appuyait sur le fait que lors de l'année 1972, la plus meurtrière pour le contingent britannique, la plupart des soldats avaient été abattus par des tireurs isolés de l'IRA.  D'une façon générale, entre 1971 et 1991, les Britanniques perdent environ 180 hommes de  la police, de l'armée et des services pénitentiaires du fait de tirs ciblés généralement effectués avec des fusils Armalite AR-18. Ce dernier est à l'origine un fusil d'assaut, mais il se révèle très précis une fois équipé d'une optique de visée. Le but de la campagne des tireurs du Sud de l'Armagh était de forcer les Britanniques à limiter leurs déploiements et leurs patrouilles dans les rues.

## Les équipes de tireurs d'élite

### Approvisionnement et armement
Au cours des années 1980, l'essentiel de l'approvisionnement en armes de l'IRA provenait de la Libye de Kadhafi. L'armée républicaine irlandaise put également un temps compter sur la contrebande d'armes en provenance des États-Unis, mais la filière se tarit après l'arrestation de George Harrison par le FBI en 1981 et plusieurs saisies de la police irlandaise. Toutefois, le mouvement put compter sur Martin Quigley parti étudier l'informatique en Pennsylvanie pour se procurer un exemplaire du fusil anti-matériel Barrett M82, même si Quigley fut arrêté peu après. L'enquête révélera que Martin Quigley avait des projets plus vastes visant notamment à obtenir des équipements destinés à perturber les contre-mesures anti-explosif de l'armée britannique. En août 1986, un autre Barrett M82 est envoyé en pièces détachées depuis Chicago jusqu'à Dublin où il a été remonté. Les combattants de l'IRA se procurent également aux moins deux exemplaires du Barrett M90, version bullpup à rechargement à verrou du M82. Ces armes auraient été obtenues via un dénommé Michael Suárez, résident cubain établi à Cleveland qui acheta les armes légalement pour le compte d'un membre de l'IRA. 
L'avantage de ces fusils de très gros calibre résidait dans la puissance de leurs munitions, comme le confia à Toby Harnden un membre de l'équipe de snipers. Sa capacité à percer n'importe quel gilet pare-balles, les vitrages blindés et les parois des véhicules de l'armée britannique en faisait également une arme à l'impact psychologique puissant.   
Bien que la campagne de tireurs du Sud de l'Armagh se soit caractérisée par l'emploi de ces fusils en calibre .50BMG, des armes en calibre .308 Winchester ont également été mises en œuvre. L'auteur Toby Harnden fait état d'un FN FAL récupéré par la police irlandaise près d'Inniskeen après un tir et certaines sources citées dans la presse britannique évoqueront l'hypothèse d'un Heckler & Koch PSG1 utilisé lors de certaines attaques même si cela n'a jamais été confirmé.

### Campagne de tir
Contrairement à ce qui a été cru pendant un temps, il n'y avait pas qu'un seul tireur d'élite impliqué dans la campagne, mais deux équipes distinctes selon le journaliste Toby Harnden. L'une était responsable de la partie est de South Armagh, autour de Dromintee , l'autre de l'ouest, dans la région entourant Cullyhanna. Harnden parviendra à identifier le responsable de Cullyhanna comme étant Frank "One Shot" McCabe, un membre expérimenté de l'IRA de Crossmaglen.
Chaque équipe était théoriquement composée de quatre membres sans compter ceux chargés des activités de soutien, telles que le repérage des cibles et la conduite des véhicules. Les équipes de tireurs étaient souvent précédées dans leurs déplacements par des voitures de repérages afin de prévenir les check-points improvisés de l'armée britanniques et de donner un nouvel itinéraire en cas de besoin. Les équipes de snipers ont également largement utilisé le camouflage et les planques pour déjouer la surveillance des militaires. 
Entre 1990 et 1997, vingt-quatre tirs ont été effectués sur les forces britanniques, même si les huit premiers (de 1990 à 1992) furent des ratés. Le 16 mars 1990, un Barrett M82 est utilisé pour la première fois, sa balle effleurant la tête du caporal qui était visé. Mais en août 1992, un tir blesse mortellement un soldat d'infanterie légère. 
Dans la plupart des cas les tirs s'effectuaient à courtes distances, environ 300 mètres, bien moins que la portée pratique maximale des fusils en calibre .50BMG qui dépasse les mille mètres. Seize tirs seront effectués depuis l'arrière d'un véhicule spécialement aménagé pour permettre à l'équipe de s'approcher de leur cible. Une plaque de blindage était installée dans le coffre pour protéger le tireur en cas de riposte britannique. Cette disposition se révélera utile lors d'un échange de tirs qui suivit le tir mortel sur un soldat à Forkhill le 17 mars 1993 et où les militaires britanniques ouvrirent le feu, sans succès, contre le véhicule du tireur. 
Un Barrett M82 sera capturé par la police irlandaise dans une ferme irlandaise après une enquête, les investigations révélant qu'il s'agissait du fusil utilisé lors du premier tir mortel survenu à South Armagh en 1992.  
En avril 1997, sept soldats et deux policiers avaient été tués au cours de la campagne de tirs.

### Capture de l'équipe Caraher
L'entrée en vigueur d'un premier cessez-le-feu entre 1994 et 1996 va permettre aux forces britanniques de concentrer leurs forces sur l'acquisition de renseignements qui permettront de traquer les snipers de l'IRA. Le 10 avril 1997, une équipe du Special Air Service capture quatre hommes appartenant à une équipe de snipers, à savoir James McArdle, Michael Caraher, Bernard McGinn et Martin Mines qui sont ensuite remis aux forces de police irlandaises. À l'occasion de cette opération, les Britanniques mettent la main sur un fusil Barrett M90. Certaines rumeurs laissèrent entendre que ce coup de filet avait été permis grâce à un informateur, ce qui sera toujours démenti par les services de police. Entre les mains des services irlandais, McGinn fournira de nombreuses informations qui mèneront à la capture de Frank McCabe, l'homme derrière la campagne de tirs de l'IRA.  
Selon Toby Harnden, la traque des snipers de l'IRA était en grande partie dirigée par le capitaine Rupert Thorneloe des Gardes gallois. Thorneloe, qui atteindra le grade de lieutenant-colonel, sera tué en juillet 2009 par un engin explosif improvisé pendant la guerre d'Afghanistan. Un autre haut responsable de cette traque était le sergent Gaz Hunter appartenant au SAS et impliqué dans le comté d'Armagh depuis 1975.  
Les membres de l'équipe capturés seront relâchés à la suite des Accords du Vendredi Saint.

## Bilan de la campagne
Les activités des snipers de l'IRA ont encore restreint la liberté de mouvement de l'armée britannique dans le sud de l'Armagh en entravant leurs patrouilles et limitant leurs possibilités de déplacement. L'armée britannique tentera d'apporter une solution avec un nouveau gilet pare-balles, mais en plus d'être cher son poids le rendait quasiment inutilisable en patrouille. L'armée britannique reconnaîtra lors de l'évaluation de l'opération Banner que la campagne de tirs de l'IRA eut "un impact psychologique considérable sur les militaires et policiers", forçant parfois la hiérarchie à sanctionner des hommes qui refusaient de sortir de leurs abris. 
La traque des snipers de l'IRA obligea également les Britanniques à mobiliser d'importantes ressources qui manquèrent ailleurs, notamment pour l'exécution des tâches de routine. Jusqu'en 1994, même les forces spéciales du SAS seront impuissantes à neutraliser les équipes de tireurs. Ce n'est qu'après le premier cessez-le-feu qui courut de 1994 à 1996 que les Britanniques purent affecter suffisamment de moyens à la traque des snipers de l'IRA, conduisant finalement à l'arrestation de l'équipe de Caraher. 
La campagne de tirs de précision est globalement considérée comme l'une des actions les plus efficaces de l'IRA en Irlande du Nord. 
Une partie des fusils Barrett n'ont pas été retrouvés après la signature des accords de paix.  